# لنگرماهی گاومیشی
لنگرماهی گاومیشی (نام علمی: Enophrys bison) نام یک گونه از تیره لنگرماهیان است.